# 敷波 (敷波型駆逐艦)
| 日本海軍駆逐艦「敷波」時代         | |
| 艦歴                               | |
| 建造所                             | クリクトン造船所（ロシア帝国） |
| 起工                               | 1892年 |
| 進水                               | 1893年7月 |
| 就役                               | 1894年 |
| その後                             | 1905年1月1日捕獲 1905年10月7日浮揚 1905年10月31日「敷波」と命名 1905年12月12日駆逐艦編入 1907年整備完了 1912年8月28日三等駆逐艦 1914年8月23日雑役船編入、掃海船指定、敷波丸と改名 |
| 除籍                               | 1913年4月1日 |
| 廃船                               | 1915年6月28日 |
| 売却                               | 1915年10月27日 |
| 性能諸元（日本艦籍編入後「敷波」） | |
| 排水量                             | 常備：400トン |
| 全長                               | 58.0m |
| 全幅                               | 7.4m |
| 吃水                               | 平均：3.4m |
| 機関                               | 主機：直立式三連成レシプロ蒸気機械2基、2軸 主缶：宮原式水管缶（石炭専焼）2基（新造時ベルヴィール式水管缶） 馬力：3,000shp                                                         |
| 最大速力                           | 22ノット |
| 燃料                               | 石炭：90トン |
| 航続距離                           | |
| 乗員                               | 64名 |
| 兵装                               | 47mm単装砲6基 37mm単装砲3基 45cm魚雷発射管単装2門 |

敷波（しきなみ）は、大日本帝国海軍の駆逐艦で、敷波型駆逐艦の1番艦である。元ロシア水雷巡洋艦カザルスキー級 (Казарский) の「ガイダマーク」(Гайдамак)。同名艦に吹雪型駆逐艦（「特II型、綾波型」）の「敷波」があるため、こちらは「敷波 (初代)」や「敷波I」などと表記される。

## 艦歴
日露戦争に参加。1905年（明治38年）1月1日、旅順で沈没状態で捕獲され、同年10月7日に旅順で引き上げ、整備。同年10月31日に「敷波」と命名。1913年（大正2年）4月1日に除籍され、1914年（大正3年）8月23日に雑役船「敷波丸」となる。同年、青島の戦いに参加。1915年（大正4年）6月28日に廃船となり、同年10月2７日に売却された。

## 艦長
※艦長等は『官報』に基づく。
駆逐艦長
- 西野作太郎 大尉：1909年11月1日 - 1910年4月21日
- （兼）森山明 大尉：1910年4月21日 - 1910年10月4日
- （兼）竹内正 大尉：1910年10月4日 - 1910年12月1日
- 竹内正 大尉：1910年12月1日 - 1911年4月12日
- 福岡成一 大尉：1911年4月12日 - 1911年8月10日
- 堀江平弥 大尉：1911年8月10日 - 1911年12月27日
- 福岡成一 大尉：1911年12月27日 - 1912年7月5日
- 野島新之丞 大尉：1912年7月5日 -